# Savary Island
Pour les articles homonymes, voir Savary.
Savary Island est une île située au nord du détroit de Géorgie.
Elle se trouve à 144 kilomètres au nord-ouest de Vancouver au Canada. Elle mesure environ 0,8 kilomètre de large sur 8 kilomètres de long. L'île est très fréquentée par les touristes : si 90 personnes y vivent en permanence, la population y dépasse quelquefois 2 000 personnes en été.